# Milliwatt
| Grotere/kleinere eenheden | Grotere/kleinere eenheden | Grotere/kleinere eenheden |
| factor                    | naam                      | symbool                   |
| ------------------------- | ------------------------- | ------------------------- |
| 10−6                      | microwatt                 | μW                        |
| 10−3                      | milliwatt                 | mW                        |
| 1                         | watt                      | W                         |
| 103                       | kilowatt                  | kW                        |
| 106                       | megawatt                  | MW                        |
| 109                       | gigawatt                  | GW                        |
| 1012                      | terawatt                  | TW                        |
| 1015                      | petawatt                  | PW                        |

Een milliwatt (mW) is gelijk aan een duizendste (10−3) van een watt. Een milliwatt wordt gebruikt om vermogen aan te geven.
1000 milliwatt is gelijk aan 1 watt. Milliwatt wordt ook gebruik om het zendvermogen aan te geven bij bijvoorbeeld wifi, hierbij is een vermogen van 100 mW gelijk aan 20 dBm.